# Ivo Linna
Ivo Linna (Kuressaare, 12 juni 1949) is een Estisch zanger.
Linna studeerde Estische filologie aan de universiteit van Tartu. In de jaren 70 en 80 van de twintigste eeuw zong Linna vooral rock en maakte hij deel uit van groepen zoals Apelsin en Rock Hotel. Hij nam ook actief deel aan de Zingende revolutie, een geweldloze revolutie die streefde naar de onafhankelijkheid van de Baltische staten. Zo zong hij in september 1988 voor 300.000 mensen "Est ben ik, Est blijf ik".
Linna nam in 1994 deel aan Eurolaul, de Estse preselectie voor het Eurovisiesongfestival. Hij werd in de preselectie derde met het lied Elavad pildid. In 1996 probeerde hij het nogmaals, ditmaal met twee duetten, met Maarja-Liis Ilus en met Kadi-Signe Selde. Het duet met Ilus, Kaelakee hääl, won de voorronde, en werd de Estse bijdrage voor het Eurovisiesongfestival van 1996. Het werd het eerste grote succes van Estland op het festival, want Linna en Ilus eindigden in Oslo met 94 punten op de vijfde plaats. Ook in 1998 (een duet met Evelin Samuel) en in 2002 (een duet met Yvetta Kadakas) nam hij deel aan Eurolaul, zonder echter door te stoten naar het festival.
In 2000 werd Linna door de president onderscheiden met de Vierde Klasse van de Orde van de Witte Ster.

## Discografie
- 1984 - Ivo Linna
- 1993 - Ivo Linna '93
- 1998 - Iff 1
- 1999 - Kõva ketas (Ivo Linna en Rock Hotel)
- 2001 - Enne ja pärast päeva
- 2001 - Eesti kullafond
- 2006 - Üksi, iseendas üksi...
- 2009 - Originaal

- Gemeinsame Normdatei: 1113197811
- MusicBrainz: 6b5f0c8c-2cc0-4c6d-88ee-0dbe94b71abe
- Virtual International Authority File: 6662149544611300490002

1994: Silvi Vrait · 
1996: Ivo Linna & Maarja-Liis Ilus · 
1997: Maarja-Liis Ilus · 
1998: Koit Toome · 
1999: Evelin Samuel & Camille · 
2000: Ines · 
2001: Tanel Padar, Dave Benton & 2XL · 
2002: Sahlene · 
2003: Ruffus · 
2004: Neiokõsõ · 
2005: Suntribe · 
2006: Sandra Oxenryd · 
2007: Gerli Padar · 
2008: Kreisiraadio · 
2009: Urban Symphony · 
2010: Malcolm Lincoln · 
2011: Getter Jaani · 
2012: Ott Lepland · 
2013: Birgit Õigemeel · 
2014: Tanja · 
2015: Elina Born & Stig Rästa · 
2016: Jüri Pootsmann · 
2017: Koit Toome & Laura · 
2018: Elina Netsjajeva · 
2019: Victor Crone · 
2021: Uku Suviste · 
2022: Stefan · 
2023: Alika · 
2024: 5miinust & Puuluup · 
2025: Tommy Cash